# استفان ماهه
استفان ماهه (انگلیسی: Stéphane Mahé؛ زادهٔ ۲۳ سپتامبر ۱۹۶۸) بازیکن فوتبال اهل فرانسه است.
از باشگاه‌هایی که در آن بازی کرده‌است می‌توان به باشگاه فوتبال رن، باشگاه فوتبال اوسر، باشگاه فوتبال هارت آف میدلوتیان، باشگاه فوتبال سلتیک، و باشگاه فوتبال پاری سن ژرمن اشاره کرد.